# أفرو 571 بافالو
أفرو 571 بافالو (الجاموس) طائرة نموذجية مبدئية لمقاتلة بريطانية قاذفة للطوربيد تعمل من على حاملات الطائرات بجناحين مسطحين صممت وبنيت من قبل شركة أفرو في عشرينات القرن العشرين. لم يتم اختيارها للإنتاج واستبدلت بطائرة بلاكبيرن ريبون.

## المشغلون
- وزارة الطيران في المملكة المتحدة